# Martinet blanc comú

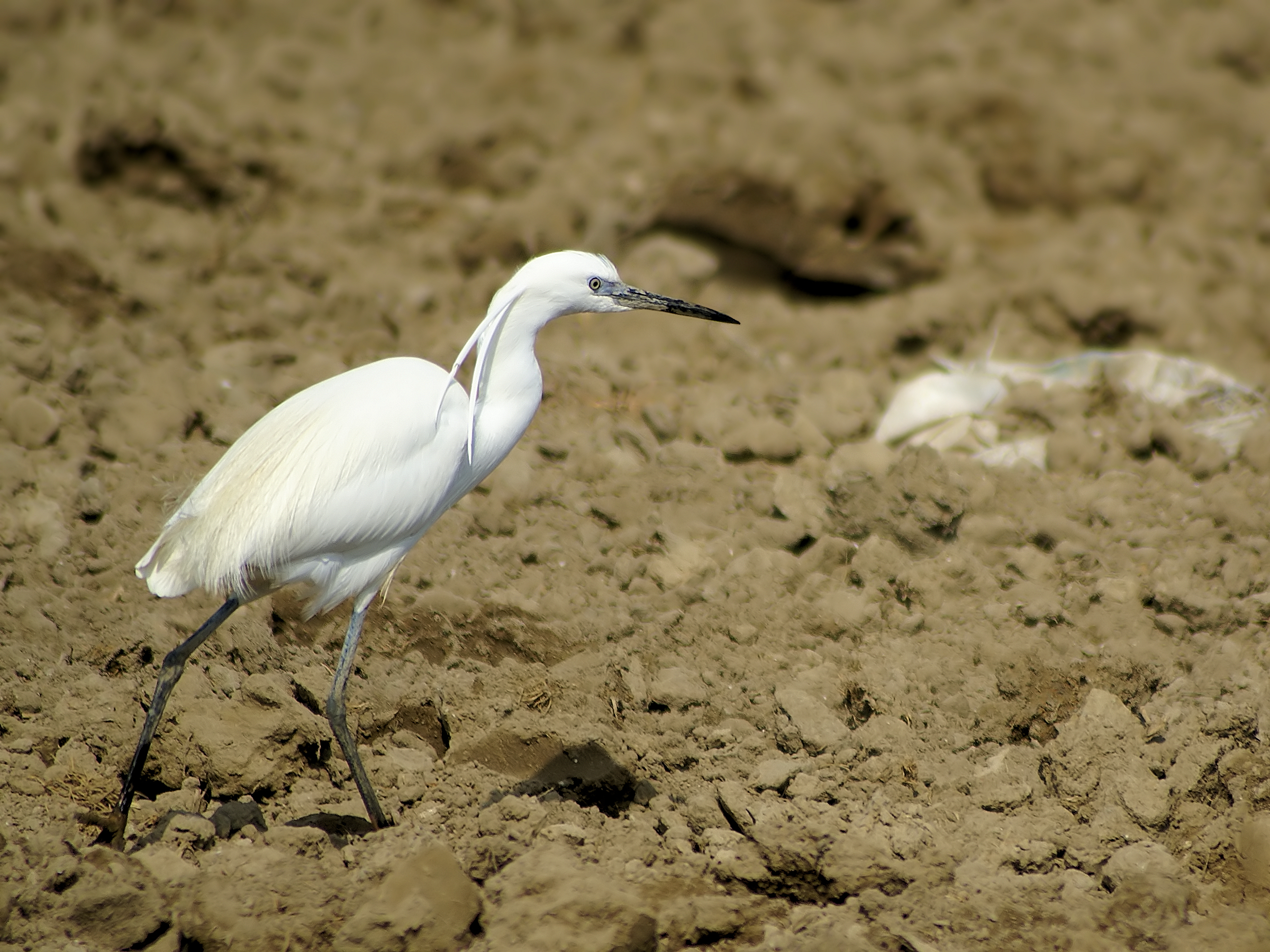
Martinet blanc fotografiat a Camarles (Baix Ebre).

El martinet blanc (Egretta garzetta) és un ocell de la família dels ardèids, molt més esvelt que l'esplugabous.
És conegut com a garseta blanca al País Valencià, garsa blanca, agró/auró blanc a les Balears i aïró a l'Alguer. El nom popular al delta del Llobregat és martinenc.

## Reproducció
Hi ha en colònies mixtes juntament amb altres ardèids a l'Albufera de València, al Delta de l'Ebre i a la zona de l'Empordà.
Fa el niu en llocs tranquils prop de l'aigua, en canyissars i, de vegades, en els arbres, encara que, de vegades, ho fa també en penya-segats (illa de Cap Verd). La parella reproductora defensen un petit territori de cria (3-4 m al voltant del niu) i la posta consta de 3-6 ous de color verd clar o blavís que faran eclosió al cap de 21-25 dies. Els polls volen quan fa 35 dies que han nascut.

## Alimentació
S'alimenta de peixos, granotes, rèptils, amfibis, cucs i insectes i també algun cranc.

## Hàbitat
Hom el troba en zones embassades, rius i llacs.

## Distribució geogràfica
És autòcton del sud i l'est de la península Ibèrica, de la Camarga, d'alguns llacs suïssos, de Sicília,del sud-est d'Europa i de les regions temperades d'Àsia, Àfrica i Austràlia. N'hi ha poblacions sedentàries però les septentrionals hivernen a l'Àfrica i al sud d'Àsia. És comú a la Catalunya continental, i de pas i a l'hivern a les illes Gimnèsies.

### Colonització delNou Món
Recentment ha començat a colonitzar les Amèriques: va fer acte de presència a Barbados l'abril del 1954 i hi va començar a criar en aquesta illa a partir del 1994. Avistaments d'aquest ocell s'han produït també des de Surinam i Brasil al sud fins al Quebec i Terranova al nord.

### Colonització de l'Europa del Nord
Fins a la dècada del 1950, el martinet blanc només era present al sud d'Europa però, a partir dels decennis següents, se n'ha anat estenent vers el nord: com ara, França i les costes del Mar del Nord. Fins i tot va criar als Països Baixos l'any 1979 i a la dècada del 1990. A Gran Bretanya era una espècie escassa fins a les darreries del segle xx i, certament no hi niava. En canvi, i des de fa poc temps, ha esdevingut reproductora en les Illes Britàniques (el seu primer registre de nidificació es pensa que va tindre lloc a Dorset l'any 1996, encara que n'hi ha registres no confirmats a Sussex de la dècada del 1970. Ara n'hi ha diverses colònies al llarg del sud d'Anglaterra i va criar per primera vegada a Gal·les l'any 2002. A Irlanda, el martinet blanc va criar per primera vegada l'any 1997 al comtat de Cork.

## Costums
És una espècie força gregària i sedentària, però escassa durant els mesos d'hivern als Països Catalans. Com moltes altres espècies, a la primavera nous contingents d'ocells migrants s'afegeixen a la població hivernal. Aquells arriben per l'abril i el maig, per retornar als seus quarters d'hivern durant el mes d'octubre.

## Observacions
Les plomes escapulars del martinet blanc van ésser molt sol·licitades per decorar barrets (si fa no fa, des del segle xvii, però fou el segle xix el que va registrar-ne una major demanda). N'era tal la demanda que granges de cria d'aquesta espècie van ser establides de manera que els exemplars podien ésser plomats sense necessitat de sacrificar-los. Tot i així, la major part de les plomes provenien d'exemplars caçats i la supervivència de l'espècie va començar a ressentir-se'n. Amb la finalitat de protegir-la de l'extinció es van promulgar lleis per a la seua conservació i la seua població, en general, ha experimentat un gran increment. De tota manera, això varia en els diferents països i, per exemple, a l'estat australià de Victòria la subespècie Egretta garzetta nigripes encara es troba amenaçada d'extinció.